# Marjorie Gestring
Marjorie Gestring (Los Ángeles, Estados Unidos, 18 de noviembre de 1922-20 de abril de 1992) fue una clavadista  estadounidense especializada en trampolín de 3 metros, donde consiguió ser campeona olímpica en 1936.

## Carrera deportiva
En los Juegos Olímpicos de 1936 celebrados en Berlín (Alemania) ganó la medalla de oro en los saltos desde el trampolín de 3 metros, con una puntuación de 89 puntos, por delante de sus compatriotas Katherine Rawls y Dorothy Poynton-Hill.